# Ігнатенко Іван Михайлович
Іван Михайлович Ігнатенко (нар. 28 грудня 1903, село Кобилки, тепер Глушковського району Курської області, Російська Федерація — ?) — радянський діяч, 2-й секретар Кіровоградського обласного комітету КП(б)У.

## Життєпис
З жовтня 1925 року служив у Червоній армії.
Член ВКП(б) з 1926 року.
У 1939 — серпні 1941 року — 3-й секретар Кіровоградського обласного комітету КП(б)У.
Під час німецько-радянської війни служив на політичній роботі в 50-му військово-польовому будівництві 5-ї інженерно-саперної армії Сталінградського фронту.
У березні 1944 — серпні 1947 року — 3-й секретар Кіровоградського обласного комітету КП(б)У.
У серпні (затв.) 1947 — червні 1949 року — 2-й секретар Кіровоградського обласного комітету КП(б)У.
Подальша доля невідома.

## Звання
- старший політрук
- капітан

## Нагороди
- орден Трудового Червоного Прапора (23.01.1948)
- медаль «За оборону Сталінграда» (1945)
- медалі